# Gallineta
La gallineta (Trigloporus lastoviza) és una espècie de peix teleosti pertanyent a la família dels tríglids i l'única del seu gènere.

## Noms comuns
La gallineta es coneix també com a borratxo, lluerna, lluerna peona, lluerna borratxa, lluerna ordinària, paona, rafel, rafelet o rafet.

## Morfologia
- Ateny fins a 40 cm de llargària total, encara que la més comuna és de 15.
- Cos de color rosa carmí o vermell. Ventre blanc. Al dors i als flancs, igual com al cap, es veuen taques fosques. Les aletes dorsals presenten taques de color vermell fosc. Pectorals vermelles a la cara interna i amb taques fosques violetes a l'externa, radis blancs i taques blaves en els espais interradials. Els radis lliures són barrats amb taques fosques. Anal vermella vorejada de blanc. Als flancs hi ha plecs verticals característics de color fosc.
- Cap de perfil recte.
- La primera aleta dorsal és grossa i molt més alta que la segona.
- Les escates, amb la part posterior carenada, formen fileres horitzontals.
- Línia lateral amb escates en forma d'escut.[5][6][7][8]

## Subespècies
- Trigloporus lastoviza lastoviza (des de Noruega fins a Angola).
- Trigloporus lastoviza africana (Àfrica austral).[8]

## Alimentació
Menja crustacis.

## Hàbitat
És un peix marí, demersal i de clima subtropical (70°N-35°S, 18°W-41°E), el qual viu sobre roques i fons sorrencs entre 10 i 150 m de fondària (normalment, fins als 40).

## Distribució geogràfica
Habita la Mediterrània, l'Atlàntic oriental (des de Noruega fins al Cap de Bona Esperança) i l'Índic occidental (des de Sud-àfrica fins a Moçambic).

## Longevitat
La seua esperança de vida és de 18 anys.

## Ús comercial
És un peix saborós, de carn excel·lent, blanca i molt ferma.

## Observacions
És inofensiu per als humans.